# Petro Bojko
Petro Dmytrowycz Bojko, Piotr Dmitrijewicz Bojko (ukr. Петро Дмитрович Бойко, ros. Пётр Дмитриевич Бойко, ur. 1893 w guberni charkowskiej, zm. we wrześniu 1937 w Odessie) – polityk Ukraińskiej SRR.

## Życiorys
Od 1913 do 1918 służył w rosyjskiej armii, a od 1918 do 1925 w Armii Czerwonej, w 1919 został członkiem RKP(b). Był odznaczony Orderem Czerwonego Sztandaru. Po zwolnieniu z wojska pracował w strukturach administracji państwowej jako przewodniczący Komitetu Wykonawczego Iziumskiej Rady Okręgowej (1925-1926) i przewodniczący Komitetu Wykonawczego Stalińskiej Rady Okręgowej (1928-1930), później w latach 1930-1932 był zastępcą pełnomocnika Ludowego Komisariatu Łączności ZSRR przy Radzie Komisarzy Ludowych Ukraińskiej SRR. Od 5 czerwca 1930 do 18 stycznia 1934 był członkiem Komisji Rewizyjnej KP(b)U, a od 23 stycznia 1934 do 27 maja 1937 zastępcą członka KC KP(b)U, jednocześnie od 8 grudnia 1935 do maja 1937 był przewodniczącym Komitetu Wykonawczego Odeskiej Rady Obwodowej. W 1937 podczas wielkiego terroru został aresztowany i następnie rozstrzelany.